# مسجد كامبونج بنتو ماليم
مسجد كامبونج بنتو ماليم أحد كساجد بروناي .

## الموقع
يقع المسجد في كامبونج بنتو ماليم، والتي تقع على بعد حوالي أربعة كيلومترات من مدينة بندر سري بكاوان عاصمة بروناي .

## البناء
تم البدء في بناء مسجد كامبونج بنتو ماليم في الثامن والعشرين من شهر سبتمبر من عام 1995، علة أرض موقع مساحته 2 فدان، وتم الانتهاء من بناء المسجد في الثامن والعشرين من شهر مارس من عام 1997، مع نفقات انشائية بلغت 4,329،913.84 دولار.

## استيعاب المسجد
تبلغ قدرة مسجد كامبونج بنتو ماليم الاستيعابية حوالي 1,000 مصلي في وقت واحد، ومن بين التسهيلات المتاحة في المسجد وجود عدد من المكتبات المتفرقة في ارجاء المسجد، بالإضافة لوجود قاعات للمؤتمرات .